# Das Spukschloss im Weltall
Das Spukschloss im Weltall (Originaltitel: Catspaw) ist die nach Ausstrahlungsreihenfolge siebente und nach Produktionsreihenfolge erste Episode der zweiten Staffel der Science-Fiction-Fernsehserie Raumschiff Enterprise. Sie wurde in englischer Sprache erstmals am 27. Oktober 1967 bei NBC ausgestrahlt. In Deutschland war sie zum ersten Mal am 1. Dezember 1973 in einer synchronisierten Fassung im ZDF zu sehen.

## Handlung
Im Jahr 2267 bei Sternzeit 3018.2 untersucht die Enterprise den Planeten Pyris VII. Ein Außenteam bestehend aus Chefingenieur Scott, Steuermann Sulu und Lieutenant Jackson ist mit seiner Meldung überfällig. Endlich meldet sich Jackson und bittet darum, an Bord gebeamt zu werden. Als er jedoch auf der Transporterplattform materialisiert, fällt er sofort tot um. Aus seinem Mund ertönt eine fremde Stimme und ruft Captain Kirk zu, sein Schiff sei verflucht. Er soll den Planeten sofort verlassen oder er wird sterben.
Kirk lässt sich von dieser Warnung nicht abhalten und will den Verbleib von Scott und Sulu klären. Er beamt daher zusammen mit dem ersten Offizier Spock und Schiffsarzt McCoy auf den Planeten. Dort messen sie Lebenszeichen und wollen dem nachgehen. Auf ihrem Weg treffen sie drei hexenartige Gestalten, die sie vor dem Weitergehen warnen. Kirk und seine Leute ignorieren die Warnung und finden wenig später ein Schloss, das offenbar die Quelle der gemessenen Lebenszeichen ist. Als sie es betreten, faucht sie eine schwarze Katze an. Zugleich verschwinden sie von den Scannern der Enterprise. Nach einigen Metern tut sich plötzlich der Boden unter ihnen auf und sie verlieren das Bewusstsein.
Als sie wieder erwachen, finden sie sich angekettet in einem Verlies wieder. Nach einigen Augenblicken verspürt Kirk kurz Erleichterung, als Scott und Sulu eintreten, doch ihre ausdruckslosen Gesichter verraten, dass sie unter dem Einfluss einer fremden Macht stehen. Als sie die Gefangenen losketten, kommt es zu einem kurzen Kampf, doch dann finden sich alle fünf unvermittelt in einem anderen Raum wieder. Hier machen sie die Bekanntschaft des Hausherrn Korob. Als Spock bemerkt, dass frühere Expeditionen keinerlei Leben auf Pyris VII feststellen konnten, gesteht Korob, dass er von einer anderen Welt stammt. Weitere Fragen will er aber nicht beantworten. Stattdessen bietet er dem Außenteam Speisen und Getränke an und will sie schließlich mit Edelsteinen bestechen, damit sie den Planeten verlassen. Kirk beeindruckt das nicht und er erklärt, er könne auf seinem Schiff große Mengen davon künstlich herstellen. Korob meint nun, all dies sei nur ein Test gewesen, um mehr über das Verhalten des Außenteams zu erfahren.
Nun betritt Korobs Gefährtin Sylvia den Raum. Sie offenbart Kirk, dass sie menschliche Gedanken lesen und kontrollieren kann. Weiterhin ist sie zu sympathetischer Magie fähig. Sie ist für Jacksons Tod verantwortlich, indem sie in ihrem Geist ein Abbild von ihm schuf und dieses anschließend tötete. Um diese Macht zu demonstrieren, holt sie ein kleines Modell der Enterprise hervor und hält es über eine Kerzenflamme. Ein Funkruf zum Schiff bestätigt, dass dort die Temperatur auf unerklärliche Weise rapide steigt. Kirk reißt Sylvias Arm von der Kerze weg und verlangt Antworten. Korob setzt zu einer Antwort an und offenbart, dass sie in der Lage sind, Materie zu verändern, doch Sylvia schneidet ihm das Wort ab. Als Kirk droht, dass weitere Außenteams kommen werden, schließt Korob das Modell der Enterprise in einem Block ein und vom Schiff wird gemeldet, dass man plötzlich von einem undurchdringlichen Kraftfeld umgeben sei.
Kirk und Spock werden nun zurück in die Zelle gebracht, während McCoy zurückbleibt. Als er schließlich nachkommt, steht er ebenso unter Sylvias Einfluss wie Scott und Sulu. Nun wird Kirk zu ihr geführt. Sylvia will ihn aber nicht zu einem willenlosen Diener machen, denn sie hat Gefallen an ihm gefunden und will lieber Korob durch ihn ersetzen. Kirk geht zum Schein auf ihre Avancen ein und entlockt ihr so wichtige Informationen. Sie enthüllt ihm, dass sie ein Gerät namens „Transmutator“ braucht, um ihren Gedanken eine materielle Form zu geben. Als sie Kirks Manipulation schließlich bemerkt, lässt sie ihn zurück in die Zelle bringen. Nach kurzer Zeit taucht überraschend Korob auf. Er erklärt, er habe die Enterprise befreit und will dasselbe nun mit Kirk und seinen Leuten tun. Leider hat er keine Kontrolle über Sylvia. Er hält ihr Handeln für gefährlich, er selbst lehnt aber jede Gewalt ab. Sie werden überrascht vom Auftauchen der schwarzen Katze, die jetzt auf eine riesenhafte Gestalt angewachsen ist. Sie drängt die Männer zurück in die Zelle und Korob wird unter der aus den Angeln gehobenen Tür begraben. Kirk entreißt ihm einen Stab, von dem er glaubt, dass es der Transmutator ist. Er und Spock entkommen durch die eingestürzte Decke. Es kommt zu einem kurzen Kampf mit Scott, Sulu und McCoy und als Sylvia schließlich eintrifft, versetzt sie sich und Kirk wieder in den Hauptsaal und verlangt die Herausgabe des Transmutators. Kirk zerstört ihn und alle Illusionen verschwinden augenblicklich. Auch der Bann über seine Leute ist aufgehoben. Bevor die Mitglieder des Außenteams auf die Enterprise zurückkehren, sehen sie Korob und Sylvia in ihrer wahren Gestalt: kleine seltsame Kreaturen, die ohne die Macht des Transmutators in der für sie fremden Umgebung rasch zugrunde gehen.

## Verbindungen zu anderen Star-Trek-Produktionen
Einige Elemente aus dieser Folge wurden in späteren Star-Trek-Produktionen wieder aufgegriffen:
- Die Idee von mächtigen Wesen, die menschliche Gestalt annehmen und dadurch auch von menschlichen Gefühlen überwältigt werden, findet sich auch in der Raumschiff-Enterprise-Folge Stein und Staub.
- Ein Mann mit großen Kräften in Gesellschaft einer schwarzen Katze, die sich in eine Frau verwandeln kann, findet sich in Gestalt von Gary Seven und seiner Katze Isis in der Raumschiff-Enterprise-Folge Ein Planet, genannt Erde wieder.
- In Folge 1.09 (Phantasie oder Wirklichkeit) der Zeichentrickserie Die Enterprise von 1973 haben Kirk und Spock ebenfalls eine Begegnung mit einer riesigen Katze.
- In der Serie Star Trek: Deep Space Nine sind in mehreren Folgen Zeichnungen der Spezies zu sehen, der Korob und Sylvia angehören.

## Produktion
Das Spukschloss im Weltall war von Anfang an als Halloween-Folge geplant, weshalb sie auch erst als siebente Folge der zweiten Staffel am 27. Oktober 1967 ausgestrahlt wurde, obwohl sie bereits als erste Folge produziert wurde. Sie blieb die einzige Star-Trek-Folge, die mit einem klaren Bezug zu einem bestimmten Feiertag produziert wurde.

### Drehbuch
Die Handlung dieser Folge basiert lose auf Robert Blochs Kurzgeschichte Broomstick Ride von 1957.
Die drei Hexen in dieser Folge sind an die Hexen aus William Shakespeares Theaterstück Macbeth angelehnt.
Wie schon in der früheren Folge Der alte Traum, für die Bloch ebenfalls das Drehbuch verfasste, baute er auch hier einen Verweis auf die „Old Ones“ in der Hintergrundgeschichte von Korob und Sylvia ein. Dies war eine Anspielung auf die „Großen Alten“ aus den Geschichten von H. P. Lovecraft, den Bloch sehr bewunderte und mit dem er mehrfach zusammengearbeitet hatte.

### Darsteller
Lieutenant DeSalle (Michael Barrier), der zuvor schon in den Folgen Tödliche Spiele auf Gothos und Falsche Paradiese mitspielte, hat hier seinen letzten Auftritt in Raumschiff Enterprise.
Jay Jones, der hier Lieutenant Jackson spielt, hat in dieser Folge eine seiner zwei Sprechrollen in Raumschiff Enterprise. Er wirkte auch als Statist und Stuntdouble in zahlreichen weiteren Folgen mit.
Theo Marcuse, Darsteller von Korob, starb nur einen Monat nach der Ausstrahlung dieser Folge bei einem Verkehrsunfall.

### Maske und Kostüme
Chekov (Walter Koenig) trägt hier und in einigen anderen frühen Folgen der zweiten Staffel eine Perücke, was auch recht deutlich erkennbar ist. Als seine eigenen Haare schließlich länger geworden waren, wurde darauf verzichtet.
Die Hexen sollten eigentlich als fliegende Köpfe erscheinen. Die Schauspielerinnen trugen deshalb schwarze Rollkragenpullover und standen vor einem schwarzen Hintergrund, während nur ihre Gesichter angeleuchtet wurden. Der Effekt funktionierte jedoch nicht so wie erhofft und die Rollkragenpullover sind deutlich zu sehen.
Korobs Robe ist ein wiederverwendetes Kostüm, das zuvor von Bob Denver in Folge 3.19 (Lovey’s Secret Admirer) der Serie Gilligans Insel getragen wurde.

### Requisiten

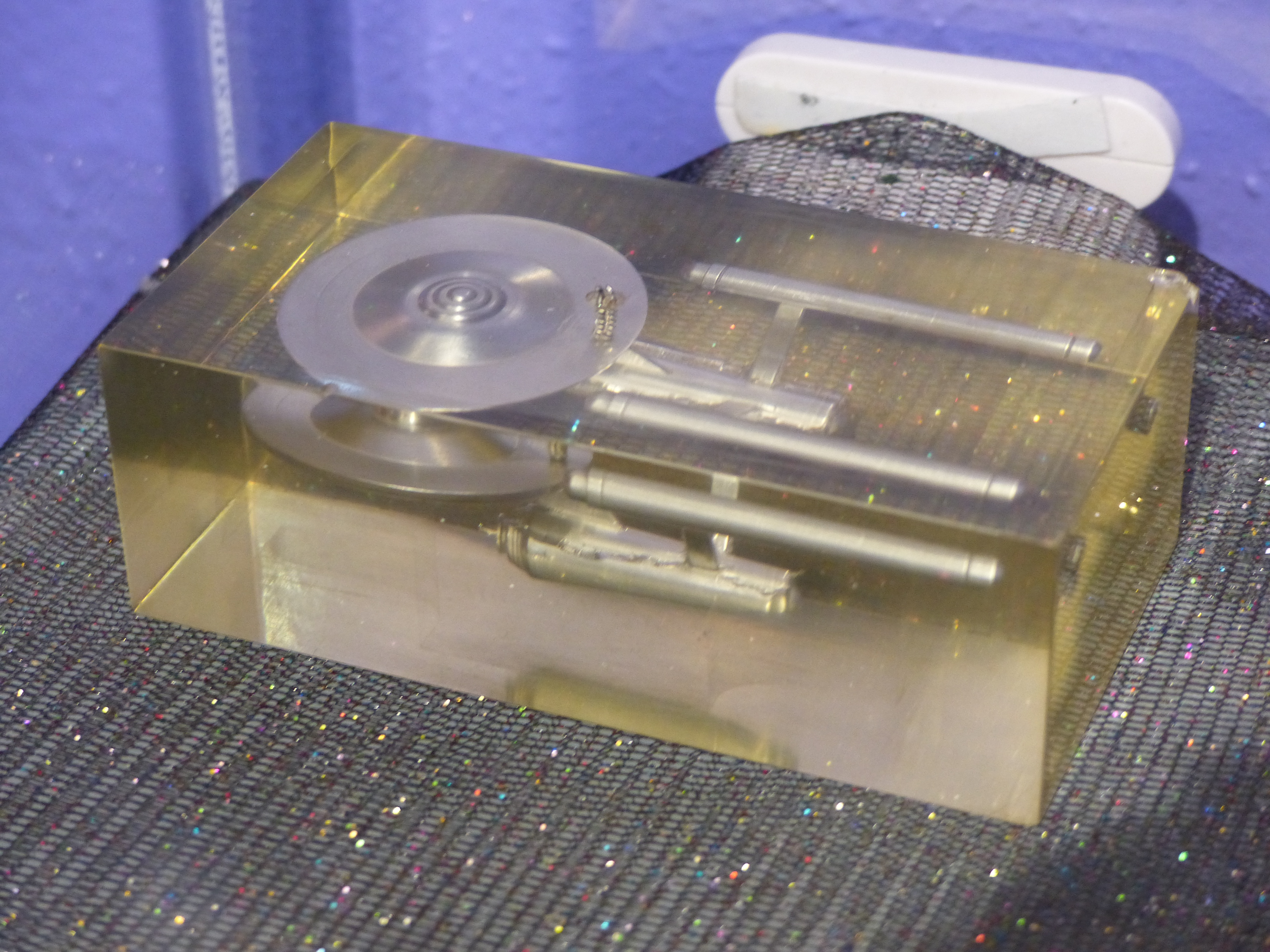
In Acrylglas eingeschlossenes Metallmodell der Enterprise in einer Ausstellung im New Mexico Museum of Space History

Für diese Folge wurde ein kleines Metallmodell der Enterprise angefertigt, das in Acrylglas eingeschlossen wurde. Gene Roddenberry vermachte es später dem National Air and Space Museum.
Korob und Sylvia in ihrer wahren Gestalt wurden durch Puppen dargestellt, die unter anderem aus blauem Stoff, Pfeifenreiniger und Krebsscheren gefertigt wurden.

## Adaptionen
James Blish schrieb eine Textfassung von Das Spukschloss im Weltall, die auf Englisch erstmals 1972 in der Geschichtensammlung Star Trek 8 erschien. Die deutsche Übersetzung erschien 1973.

## Rezeption
Die Website Heroes & Icons führte Das Spukschloss im Weltall 2017 als eine der gruseligsten Episoden von Star Trek.
Guy Desmarais führte Das Spukschloss im Weltall 2018 auf thegamer.com in einer Liste der 25 gruseligsten Star-Trek-Folgen auf Platz 25.
Juliette Harrisson führte Das Spukschloss im Weltall 2020 auf der Website Den of Geek in einer Liste der gruseligsten Star-Trek-Episoden auf Platz 28.
Jake Dee führte Das Spukschloss im Weltall 2021 auf screenrant.com in einer Liste der gruseligsten Star-Trek-Episoden auf Platz 10.
Christian Blauvelt listete Das Spukschloss im Weltall 2022 auf hollywood.com in einem Ranking aller 79 Raumschiff-Enterprise-Folgen auf Platz 50.

## Parodien und Anspielungen
In der Folge To Boldly Go, Part II der Fanserie Star Trek Continues von 2017 erwähnt Kirk den in Das Spukschloss im Weltall verstorbenen Lieutenant Jackson.